# Barrandien

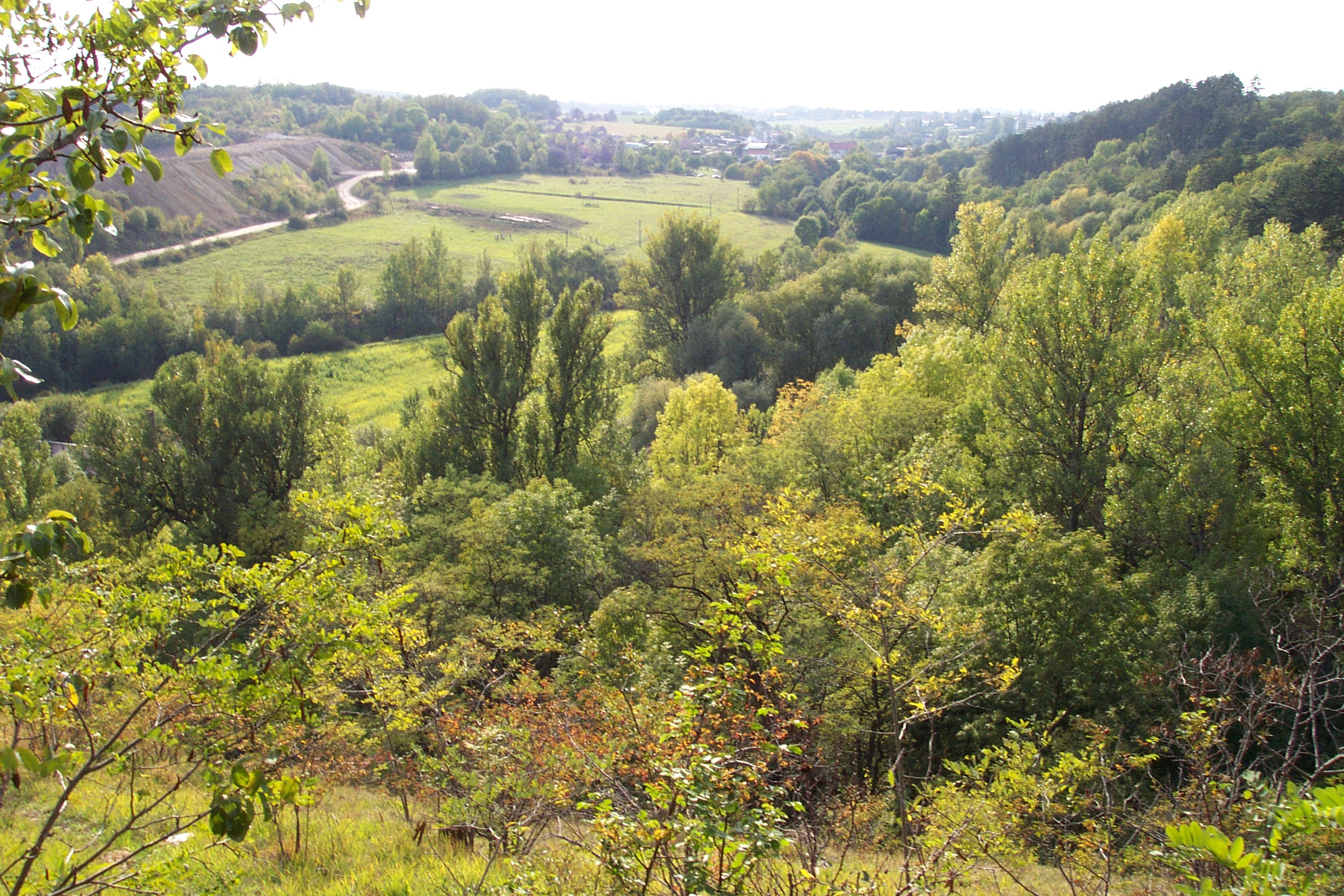
Dalejské údolí v Praze-Holyni, součást Barrandienu

Barrandien je oblast mezi Prahou a Plzní, na jejímž území se nachází velké množství geologicky a paleontologicky významných lokalit období starších prvohor. Jeho nejvýznamnější součástí je Český kras, ovšem i ostatní lokality jsou velmi významné (např. naleziště trilobitů u Skryjí na Rakovnicku).
Oblast probádal francouzský paleontolog Joachim Barrande, který se dlouhou dobu věnoval jejímu paleontologickému výzkumu a po němž byla později pojmenována.
Barrandien tvoří jádro (centrální část) bohemika (synonymum Barrandiensko-tepelská oblast), jedné  za základních geologických jednotek Českého masivu.
Celá oblast barrandienu byla jako Geopark Barrandien v roce 2020 vyhlášena národním geoparkem.

## Geologie Barrandienu

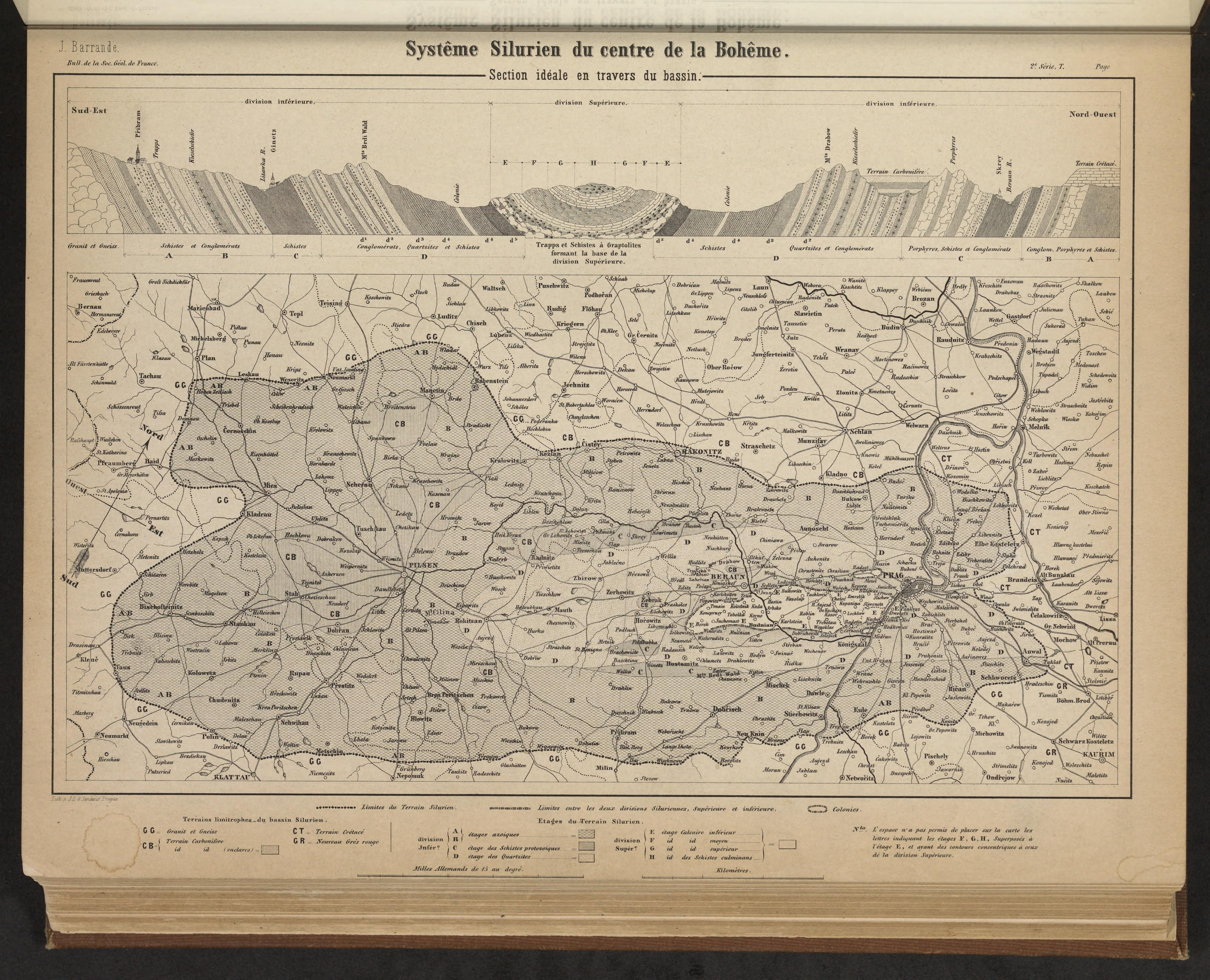
Idealizovaný řez synklinoriem pražské pánve (barrandienu) a mapa, J. Barrande, Système silurien du centre de la Bohème (1852)

Z geologického hlediska jde o izolovaný pozůstatek starého horstva, jehož spodní vrstvy pocházejí z mladších starohor. Na nich jsou usazeny mladší vrstvy, které již v některých místech vystupují na povrch. Zdejší nálezy tedy zahrnují převážné období starších  prvohor – geologické útvary kambrium, ordovik, silur a devon. Horniny v Barrandienu tedy vznikaly v časovém rozmezí přibližně před 1 000 až 370 miliony let.
Na mnoha místech jsou tyto starší horniny překryty novějšími, které vznikly v druhohorách až čtvrtohorách. Ty se již za Barrandien nepovažují.

### Geopark Barrandien v Berouně
Seznámit se s geologickou stavbou Barrandienu je možné v berounském Geoparku Barrandien Ten je venkovní expozicí Muzea Českého krasu na dvoře muzea na náměstí v Berouně. Jsou zde vystaveny velkoformátové exponáty – bloky hornin – které reprezentují typické ukázky ze zdejších lokalit. Geopark byl otevřen v roce 2003.